# Jagrti
Een jagrti is een gebouw van de sociaal-spirituele organisatie Ananda Marga waar groepsmeditaties plaatsvinden en van waaruit allerlei sociale activiteiten georganiseerd worden. Doorgaans is er in de jagrti wekelijks een groepsmeditatie (meestal op zondag), maar op speciale feestdagen kunnen ook bijeenkomsten worden georganiseerd.